# Boligee
Boligee est une municipalité américaine située dans le comté de Greene en Alabama. Selon le recensement de 2010, sa population est de 328 habitants. La municipalité s'étend sur 3,96 milles carrés (10,26 km2).

## Démographie
| 1880 | 1930 | 1940 | 1950 | 1960 | 1970 | 1980 | 1990 |
| ---- | ---- | ---- | ---- | ---- | ---- | ---- | ---- |
| 36   | 178  | 241  | 168  | 134  | 225  | 164  | 268  |

| 2000 | 2010 | - | - | - | - | - | - |
| ---- | ---- | - | - | - | - | - | - |
| 369  | 328  | - | - | - | - | - | - |